# Покровски манастир (Москва)
Покровскиј Манастир је православни женски манастир Руске православне цркве у Москви из 17. века.

## Историја
Манастир је основао цар Михаил I Фјодорович, као мушки 1635. године, у знак сећања на свог оца - патријарха Филарета, који је умро на празник Покрова Пресвете Богородице. Раније, на месту изградње манастира било је гробље за бескућнике, тако да је у првом веку свог постојања, манастир боио ппозван Бездомни или манастир бескућника. Манастир је завршен под цара Алексеја Михајловича на терет средстава добијених путем лизинга земљишта газдинстава, због чега је заједничко назива "затворени".
Године 1655. изграђен је камена црква посвећена Успењу Пресвете Богородице, икасније обновљена 1806-1814. У 18.веку изграђени су цркву Васкрсења, и 30 метара висок тростубни звоник. У периоду од 1680. до 1731. манастир Покровски приписан је манастиру Заиконоспаски.
У рату 1812. године, у манастиру је живио француски генерал Мишел Клапаред, командант пољског корпуса. Исте године манастир је уништен, неке зграде манастира су уништене.
1855. године црква Васкрсења је обновљена по пројекту Микаила Биковског. Зидови који нису преживјели на западној страни и капије су изграђени 1833-1855. Јужни део зида је саградио 1886. године архитекта Василиј Карнејев.
Крајем 19. века, око 1870. године, манастир је преображен у покровски мисионарски манастир. У њему је створена мисионарска институција која је обучавала монахе који су желели да оду у просветитељске мисије. Мисионарски институт је био активан у време Инокентија, митрополита московског, припрема неколико десетина мисионаре.
Манастир је затворен 1929. године, храмови - 1926. године. Исте године срушен је и звоник. Последњи викар манастира био је архимандрит Вениамин (Милов).
1934. године, у западном делу манастира, направљен је рекреациони парк Жданов, манастирски зидови (ограда) у овом делу су срушени. У манастирским здањима сместили су штампарију, гимназију, билијар салу, студио, биоскоп, кинотеку.
Тек 1994. Покровски манастир је враћен Руској православној цркви.
Свети синод је 24. новембра 1994. године одлучио да обнови манастир као женски манастир.
Марта 1995. године регистрована је правна повеља манастира. Оживљавање манастира започето је у октобру 1995. године. Током. 1996-1997, одлуком руске владе враћене су манастиру остаци храмова, верских објеката, и друга здања, која историјски припадају Покровском манастиру, а нешто касније и део земљишта - осим дела који заузима стадион Тагански Парк (што је половина некадашњег манастирског поседа).